# Mallerenga del Rwenzori
La mallerenga del Rwenzori (Melaniparus fasciiventer) és una espècie d'ocell passeriforme que pertany a la família Pàrids endèmica de les muntanyes de la regió dels Grans Llacs d'Àfrica.

## Taxonomia
Va ser descrit per l'ornitòleg alemany Anton Reichenow l'any 1893 i inicialment va ser inclosa en el gènere Parus, però es va traslladar a Melaniparus després que una anàlisi filogenètica molecular publicada el 2013 demostrés que els membres del nou gènere formaven un clade diferent.
Es reconeixen tres subespècies:
- M. f. fasciiventer (Reichenow, 1893) - Muntanyes Rwenzori (est de la RD Congo i oest d'Uganda), oest de Ruanda i oest de Burundi.
- M. f. tanganjicae (Reichenow, 1909) - Muntanyes Itombwe (est de la RD Congo) i sud-oest de Ruanda (Bosc de Nyungwe).
- M. f. kaboboensis (Prigogine, 1957) - Mont Kabobo (est de la RD Congo).

## Distribució i hàbitat
Es troba a les muntanyes de l'oest de la regió dels Grans Llacs d'Àfrica que envolten els llacs Alberto, Kivu i Tanganica, distribuït per l'est de la República Democràtica del Congo, Rwanda, Burundi i Uganda. Habita els boscos tropicals humits de muntanya.